# Iwan Matulewicz
Iwan Osipowicz Matulewicz (Matulawiczus) (ros. Иван Осипович Матулевич (Матулявичус), ur. 1895 w Petersburgu, zm. 19 czerwca 1961 w Moskwie) – wiceprzewodniczący Kolegium Wojskowego Sądu Najwyższego ZSRR (1933-1940 i 1948-1954), orzekał w procesach pokazowych i seryjnych procesach politycznych w okresie wielkiego terroru (1936-1939) w ZSRR.
Z pochodzenia Litwin. Ukończył szkołę miejską w Petersburgu, pracował w piotrogrodzkich fabrykach.
Od sierpnia 1915 w Socjaldemokratycznej Partii Robotniczej Rosji (frakcja bolszewików).
Po przewrocie bolszewickim (rewolucji październikowej), od listopada 1917 członek komisji ds. ustanawiania porządku przy Piotrogrodzkiej Radzie Delegatów Robotniczych i Żołnierskich, od 1918 komisarz Czeki w Moskwie, instruktor i zastępca szefa wydziału 7 Dywizji Piechoty. Od 1920 śledczy w wojskowych służbach specjalnych, śledczy wojskowego trybunału 13 Armii, członek Wojskowego Trybunału 6 Armii Chersońskiego Okręgu Wojskowego, zastępca przewodniczącego trybunału wojskowego 51 Dywizji Frontu Turkiestańskiego, przewodniczący trybunału wojskowego 32 Dywizji Piechoty i 19 Korpusu Piechoty.
Od 1928 członek Kolegium Wojskowego Sądu Najwyższego ZSRR, od 1933 zastępca przewodniczącego tego Kolegium, Wasilija Ulricha, orzekał w wielu procesach zakończonych wyrokami śmierci. Od listopada 1940 przewodniczący trybunału wojskowego Charkowskiego Okręgu Wojskowego, od sierpnia 1941 przewodniczący trybunałów wojskowych kolejno Frontu Południowego, Północno-Kaukaskiego i Zakaukaskiego,
Od września 1945 ponownie członek Kolegium Wojskowego Sądu Najwyższego ZSRR, 1948-1954 ponownie zastępca przewodniczącego Kolegium. Od 11 marca generał major, później generał porucznik sprawiedliwości. Od 1954 w rezerwie Wydziału Kadr Ministerstwa Obrony ZSRR, w sierpniu 1955 wykluczony w KPZR i pozbawiony stopnia generała porucznika sprawiedliwości. Deputowany do Rady Najwyższej Rosyjskiej FSRR 1 kadencji.
Pochowany na cmentarzu Dońskim.

## Odznaczenia
- Order Lenina (dwukrotnie)
- Order Czerwonego Sztandaru
- Order Wojny Ojczyźnianej I klasy
- Order Czerwonej Gwiazdy